# نيك غونزاليس
نيك غونزاليس (بالإنجليزية: Nick Gonzalez)‏ هو فنان قتال مختلط أمريكي، ولد في 3 مارس 1981 في أوستن في الولايات المتحدة.

## وصلات خارجية
- نيك غونزاليس على موقع بيلاتور (الإنجليزية)
- نيك غونزاليس على موقع شيردوغ (الإنجليزية)
- نيك غونزاليس على موقع IMDb (الإنجليزية)